# الدوري الأوروبي لكرة السلة 2002-03
الدوري الأوروبي لكرة السلة 2002-03  هو الموسم 3 من  الدوري الأوروبي لكرة السلة. أشرف على تنظيمه اتحاد الدوريات الأوروبية لكرة السلة ‏، وكان عدد الأندية المشاركة فيه  24، وفاز فيه نادي برشلونة لكرة السلة.